# Patagonier

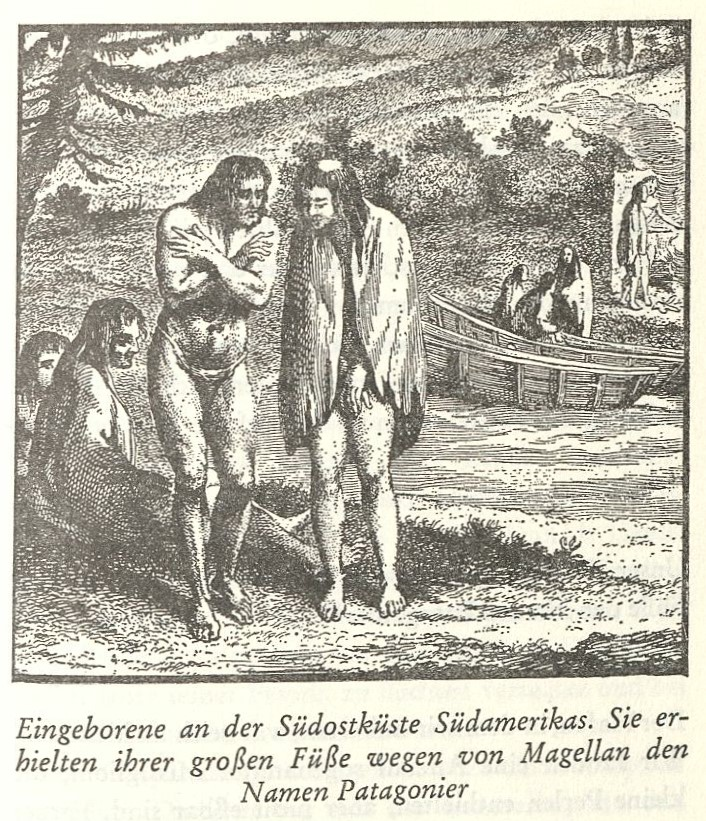
Aus Allgemeine Historie der Reisen zu Wasser und zu Lande, Leipzig 1754

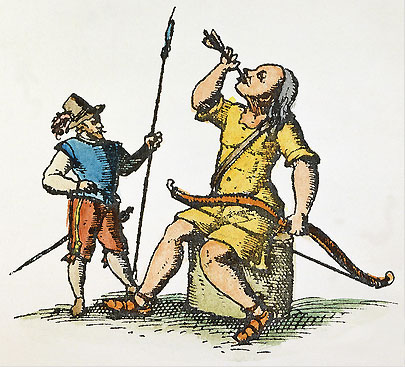
Darstellung von 1602: Ein riesiger Patagonier verschluckt einen Pfeil, um seine Magenschmerzen zu kurieren

Patagonier (von spanisch patagón, etwa ‚Großfüßer‘) ist ein Sammelbegriff für die südamerikanischen Indianerstämme der Chon-Sprachen (Tehuelche, Selk’nam, Haush), die auf dem Gebiet Patagoniens östlich der Anden (heute vorwiegend in Argentinien, im Süden geringfügig in Chile) leben.
Die Bezeichnung stammt von Ferdinand Magellan, der sie 1520 aufgrund ihrer großen Fußabdrücke so bezeichnete. Dies führte schnell zum Mythos eines Riesenvolkes. Tatsächlich lag es an der übergroßen Fußbekleidung aus Rohhaut, die mit Stroh ausgestopft war, welche die Menschen trugen. Mehr als 200 Jahre lang galten die Patagonier als Riesen. In solchen Beschreibungen wurde ihnen eine Größe von bis zu dreieinhalb Metern angedichtet. Tatsächlich waren die Patagonier für das 16. Jahrhundert mit 175–180 cm ungewöhnlich groß.
Die südlichen Gruppen unter ihnen, die auf der Insel Feuerland leben, werden auch Feuerländer oder Feuerlandindianer genannt und gliederten sich in die Stämme Halakwúlup, Selk’nam und Yámana.
In den 1880er Jahren wurde eine Gruppe Patagonier als Sensation im Rahmen europäischer Kolonialausstellungen als „Die Wilden von den Feuerlandsinseln“ zur Schau gestellt.